# Neuropatía
La neuropatía o neuropatía periférica es una enfermedad del sistema nervioso periférico. Un alto porcentaje de personas con diabetes desarrollará daños en su sistema nervioso en algún momento de su vida. Las tres principales formas de daños del sistema nervioso son: neuropatía periférica, neuropatía autonómica y mononeuropatía, aunque la forma más común es la periférica, que afecta principalmente desde la cabeza hasta los pies.

## Síntomas
Aparte de la diabetes, las causas más comunes por las cuales se puede producir una neuropatía son: la sensibilidad al gluten no diagnosticada (tanto la enfermedad celíaca como la sensibilidad al gluten no celíaca), la infección de herpes zóster (comúnmente conocido como “culebrilla”), efectos crónicos o lesiones muy graves (incluso operaciones quirúrgicas) y varias neurotoxinas. El dolor neuropático es común en enfermedades como el cáncer, debido a sus efectos sobre los nervios periféricos (por ejemplo, la compresión de los nervios debido a un tumor) o como efecto secundario debido a fármacos destinados a la quimioterapia.
La neuropatía suele degenerar en situaciones de insensibilidad, sensaciones extrañas llamadas disestesia y alodinias que ocurren espontáneamente o en reacción a un estímulo externo y un dolor muy característico llamado dolor neuropático o neuralgia, diferente del dolor consciente que puede percibir una persona al acercar una fuente de calor o al golpear su dedo con un martillo. El dolor neuropático se percibe habitualmente como una sensación de quemadura permanente, de pinchos y agujas o como shock eléctrico. La diferencia se debe a que el dolor “ordinario” solo estimula los nervios del dolor, mientras que la neuropatía suele estimular tanto a estos como a los de los sentidos (tacto, calor, frío, etcétera) en la misma zona y producir señales que la médula espinal y el cerebro no esperan recibir.